# Francesco Grimaldi

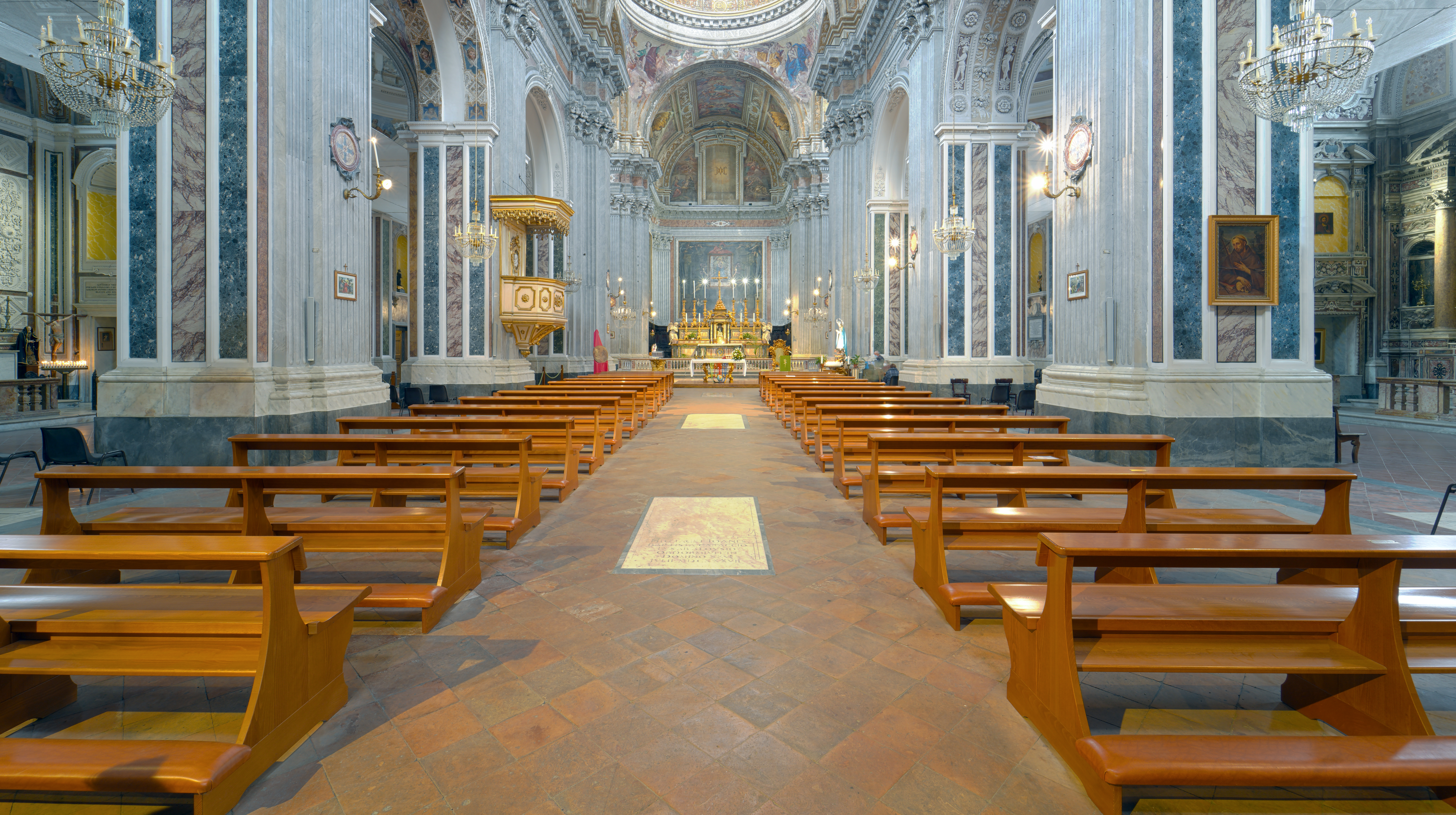
Basílica de Santa Maria degli Angeli em Pizzofalcone, Nápoles

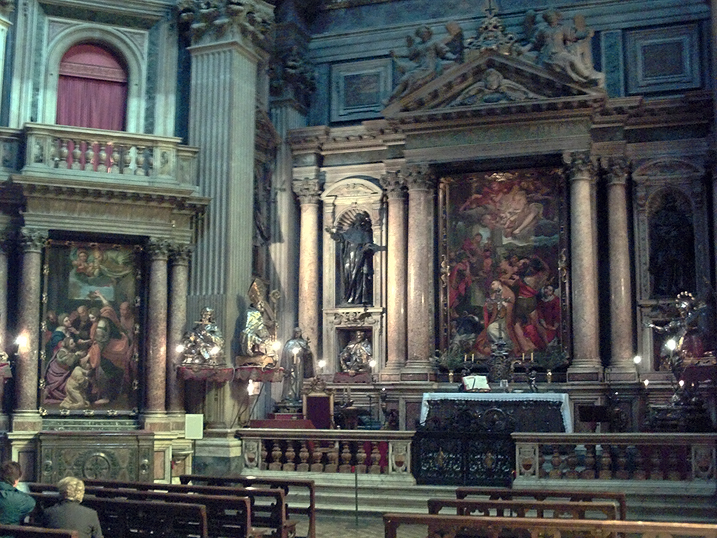
Interior da Capela do Tesoro de San Gennaro

Francesco Grimaldi (Oppido Lucano, 1543 – Nápoles, 1 de agosto de 1613) foi um padre e arquiteto da Ordem dos Clérigos Regulares italiana, trabalhou principalmente em Nápoles. No início do século XVII contribuiu para o desenvolvimento e difusão da arquitetura barroca napolitana. As suas obras estão impregnadas de modelos do século XVI, mas renovadas pelos cânones do barroco graças à abundância de decorações e ornamentos.
- Convento da Ordem Teatina (1590) na igreja dos Santos Apóstolos
- Igreja de Santi Apostoli, que lembra Sant'Andrea della Valle em Roma
- Cappella del Tesoro (1608) na Catedral de Nápoles
- Igreja de Santa Maria degli Angioli a Pizzo-Falcone
- Igreja da Trinità delle Monache
- Igreja de São Paulo
- Sant'Andrea delle Dame, Nápoles